# Isabelle Valdez
Isabelle Valdéz Santana (Pimentel, 10 de agosto de 1981), conocida artísticamente como Isabelle, es una cantante dominicana de música cristiana. Es la cantante de música cristiana con mayor número de nominaciones en los Premios Soberano: 2007 (cuando aún se llamaba Premios Casandra), 2010, 2011, 2013, 2015, 2018, 2019, 2020 y 2021, siendo ganadora en la edición 2021 a "música religiosa contemporánea".

## Carrera musical
Su debut en la escena musical se dio en el año 1998 con su primera producción discográfica "Algodón", dándole a conocer como una de las artistas más destacadas de la música cristiana en República Dominicana. En su carrera, ha cosechado colaboraciones de grandes artistas de música cristiana como Tercer Cielo, Alex Zurdo, Redimi2, Henry G, Barak, Samuel Hernández, entre otros.
En 2017, la cantante Isabelle dijo en un video que rechazó una oferta para unirse al grupo Camila en una entrevista realizada en el programa Famosos Inside de CDN. La noticia llegó a oídos de Mario Domm, líder del grupo, quien en su cuenta oficial de Instagram desmintió lo publicado por Isabelle. Domm retiró la publicación al comunicarse con Isabelle, porque entendió que la noticia era cierta, ya que no fue el propio grupo quien se puso en contacto con la cantante, sino el sello discográfico del grupo.
Luego de lanzar cuatro producciones, llega su siguiente disco, Tiempos de Cambio, fue promocionado con varios sencillos desde 2017, siendo estos "Por Ti Peleo Yo", ⁣ canción de Juan Carlos Rodríguez del dúo Tercer Cielo, y "Creer En Ti "en 2019.
Además de estar nominada a los Premios Soberano, en 2018 ganó tres estatuillas en los Premios El Galardón, reconocimiento al arte y la comunicación cristiana en República Dominicana, como "Cantante femenina" y "Canción del año", «Por ti peleo yo». Por su carrera de 20 años en la música, recibió un premio de la Academia Cristiana de Crónicas de Arte, ACCRA. En 2018, Isabelle reunió a grandes artistas de la música cristiana y secular para un gran concierto titulado "Aquí Estoy", evento que se realizaría de forma gratuita en la Cárcel de La Victoria.
En 2020, durante el período de pandemia declarada por la OMS, la cantante se mostró muy activa haciendo aportes sociales y musicales. Inició una campaña de rescate llamada "Código SOS" para reunir a cientos de personas en una oración de 24 horas de continuo, formando también un equipo de ayuda instantánea con alimentos y medicinas, para aquellos quienes lo solicitasen a través del "Código SOS". La cantante también propuso el "Ayuno 7x7", motivando a sus seguidores a sumarse a esta acción de fe durante siete días, donde la oración y la alabanza sean de consuelo para las personas.  Asimismo, Valdez lanzó su canción «No me tocará», una canción de fuerza para el momento difícil que atraviesa el mundo. Posteriormente, junto a Sarah La Profeta, interpretan un tema musical titulado «No tengo miedo» con el que buscan llevar un mensaje de fuerza y esperanza en medio de la pandemia actual.
En 2021, luego de múltiples nominaciones, por fin logra recibir el galardón a artista de música cristiana por parte de los Premios Soberano.

## Discografía
- Algodón (1998)
- Regresará (2005)
- Apóyate de mi (2009)[17]
- El Tiempo Llegó (2011)
- Tiempos de Cambio (2019)

## Premios y nominaciones
Es la cantante con mayor número de nominaciones en la categoría Música Religiosa Contemporánea de los Premios Soberano, igualando a Marcos Yaroide.
Ha sido nominada varias veces a los premios Arpa en México, como Mejor Álbum, Mejor Cantante Femenina, Premios El Galardón en su país natal. Ha sido premiada en los Premios Unción de Costa Rica, al Mejor Álbum y Mejor Cantante, Mejor Canción; en Panamá, como Mejor Cantante y Mejor Álbum “Apóyate En Mí”; en Curazao, como Mejor Álbum, Mejor Cantante.